# الزواج المحظور (مسلسل)
الزواج المحظور (بالكورية: 금혼령, 조선 혼인 금지령)؛ هو مسلسل تلفزيوني كوري جنوبي، من بطولة بارك جو هيون وكيم يونغ داي وكيم وو سوك. وهو مبني على رواية الويب من تأليف تشون جي هي، والتي تم إصدارها أيضًا على شكل ويب تون. عرض على قناة إم بي سي في 9 ديسمبر 2022، إلى 21 يناير 2023، بث كل يوم الجمعة والسبت الساعة 21:50 بتوقيت كوريا (KST).

## القصة
تدور أحداث المسلسل حول قصة الملك لي هيون الذي أصدر حظرًا للزواج في جوسون بعد وفاة ولي عهده قبل سبع سنوات، والمخادعة سو رانغ التي تدعي أنها يمكن أن تمتلكها روح ولي العهد الراحل.

## طاقم

### رئيسي
- بارك جو هيون في دور سو رانغ[6]
- كيم يونغ-داي في دور لي هيون[7]
- كيم وو سيوك في دورلي شين وون[8]

### داعم
- يانغ دونغ-جيون في دور جو سيونغ جيون[9]
- بارك سون يونغ في دور سيو أون جيونغ[10]
- تشوي دوك مون بدور جوانغ آي[9]
- كيم مين جو في دور آهن جا يون[11]
- لي هيون جيول في دور سي جانغ[9]
- هوانغ جونغ مين كسيدة محكمة[12]
- تشا مي كيونغ في دور الملكة االكبرى[9]
- لي جونغ هيون في دور أوه ديوك هون[13]
- كيم مين سيوك في دور وانغ باي[14]
- يون جيونج هون في دور جا تشون سيوك[15]
- هونغ سي يونغ في دور جونغ دو سيوك[9][16]
- جونغ بو مين في دور هاي يونغ[17]
- كيم مين سانغ في دور دو سيونغ جي[9]
- جو سونغ يون في دور لي جيونغ هاك[9]
- أوم هيو سوب في دور يي هيون هو[9]
- سونغ جي وو في دور يي هيون هي[18]
- سيو جين وون في دور كوانغ ريب[9]
- جيون جين أوه في دور نا سانغ جو[9]
- لي دو سيوك في دور كيم ايو جون[9]
- لي يو كيونغ في دور سو هيانغ[9]

## المشاهدات
| الموسم | الموسم | رقم الحلقة | رقم الحلقة  | رقم الحلقة | رقم الحلقة  | رقم الحلقة | رقم الحلقة  | رقم الحلقة | رقم الحلقة  | رقم الحلقة | رقم الحلقة | رقم الحلقة | رقم الحلقة | المتوسط     |
| الموسم | الموسم | 1          | 2           | 3          | 4           | 5          | 6           | 7          | 8           | 9          | 10         | 11         | 12         | المتوسط     |
| ------ | ------ | ---------- | ----------- | ---------- | ----------- | ---------- | ----------- | ---------- | ----------- | ---------- | ---------- | ---------- | ---------- | ----------- |
|        | 1      | 798        | ستُعلن لاحقًا | 616        | ستُعلن لاحقًا | 675        | ستُعلن لاحقًا | 917        | ستُعلن لاحقًا | 858        | 671        | 915        | 905        | ستُعلن لاحقًا |

| الحلقات | تاريخ البث     | تقييمات "نيلسن كوريا" | تقييمات "نيلسن كوريا" |
| الحلقات | تاريخ البث     | على الصعيد الوطني     | منطقة العاصمة         |
| ------- | -------------- | --------------------- | --------------------- |
| 1       | 9 ديسمبر 2022  | 4.6%                  | 4.6%                  |
| 2       | 10 ديسمبر 2022 | 3.4%                  | N/A                   |
| 3       | 16 ديسمبر 2022 | 3.5%                  | 3.8%                  |
| 4       | 17 ديسمبر 2022 | 3.0%                  | N/A                   |
| 5       | 24 ديسمبر 2022 | 4.0%                  | 3.8%                  |
| 6       | 25 ديسمبر 2022 | 3.1%                  | N/A                   |
| 7       | 6 يناير 2023   | 4.9%                  | 4.5%                  |
| 8       | 7 يناير 2023   | 3.2%                  | N/A                   |
| 9       | 13 يناير 2023  | 4.7%                  | 4.6%                  |
| 10      | 14 يناير 2023  | 3.8%                  | 3.9%                  |
| 11      | 20 يناير 2023  | 4.8%                  | 4.9%                  |
| 12      | 21 يناير 2023  | 4.7%                  | 4.7%                  |
| متوسط   |                |                       |                       |

## الإنتاج

### صناعة
المسلسل من كتابة وإنشاء من قبل تشون جي هي، ومن تخطيط مقر الدراما إم بي سي وانتاج من قبل بون فكتوري.

### تصوير
في 10 نوفمبر 2022 ، أعلن مسؤول من MBC ، أنه تم تعليق تصوير المسلسل بعد أن ثبتت إصابة أحد العاملين بـ COVID-19 ، ومن المقرر استئنافه في 14 نوفمبر.

## روابط خارجية
- الموقع الرسمي
 (بالكورية)
- الزواج المحظور على موقع IMDb (الإنجليزية)
- الزواج المحظور على موقع فيلمافينيتي (الإسبانية)
- الزواج المحظور على موقع قاعدة بيانات الفيلم (الإنجليزية)
- الزواج المحظور على هانسينما